# Orchester für Alte Musik Vorpommern
Das Orchester für Alte Musik Vorpommern ist ein 2014 in Pasewalk gegründetes deutsches  Ensemble für Alte Musik.

## Geschichte
Das Orchester für Alte Musik Vorpommern besteht aus jungen Musikern, die sich in der Region nördlich von Berlin auf historische Aufführungspraxis spezialisiert haben. Es begleitet Chöre und Ensembles in Mecklenburg-Vorpommern und Brandenburg. Ebenso präsentiert sich das Ensemble auch mit eigenen Programmen mit Musik vom Mittelalter bis zur Romantik.
Die 25 Mitglieder haben ein Studium der Alten Musik absolviert und spielen in namhaften Ensembles im In- und Ausland. Recherchearbeit und Wiederaufführung von Werken pommerscher Komponisten aus Stralsund, Stettin, Danzig und Greifswald sind Schwerpunkte des Ensembles.
Eine Besonderheit des 2014 in Pasewalk gegründeten Ensembles ist die gleichberechtigte Zusammenarbeit von polnischen und deutschen Musikern in der Grenzregion Vorpommern. Mit dieser Kooperation und gemeinsamen Konzerten will es einen Beitrag zur grenzübergreifenden Verständigung leisten.
Das Orchester ist Ensemble in Residence des Festivals „Deutsch-Polnischer Kultursommer“. Es gastierte bei der Greifswalder Bachwoche, den Tagen für Alte Musik Schwerin und den Uckermärkischen Musikwochen.
2014 wirkte das Ensemble beim ZDF-Fernsehgottesdienst in Güstrow mit. Im August 2024 präsentierte es mit dem Walkenried Consort die h-Moll-Messe von Johann Sebastian Bach in der Marienkirche Pasewalk sowie im Kloster Walkenried.
Im Stile der alten Hofkapellen wechselt das Ensemble je nach Programm die Besetzung der historischen Streichinstrumente, Blasinstrumente, Zupf- und Tasteninstrumente oder des Schlagwerks. Die Künstlerische Leitung hat (Stand August 2024) Gertrud Ohse inne.